# Asynacta ambrostomae
Asynacta ambrostomae is een vliesvleugelig insect uit de familie Trichogrammatidae. De wetenschappelijke naam is voor het eerst geldig gepubliceerd in 1987 door Liao.